# Tropář
Tropář (latinsky troparium) je středověká liturgická kniha obsahující tropy. Patrně nejznámějším tropářem je Winchesterský tropář z přelomu 10. a 11. století. V českých zemích kolem roku 1235 vznikl Svatovítský tropář, někdy připisovaný děkanu Vítovi.